# Декоративные растения

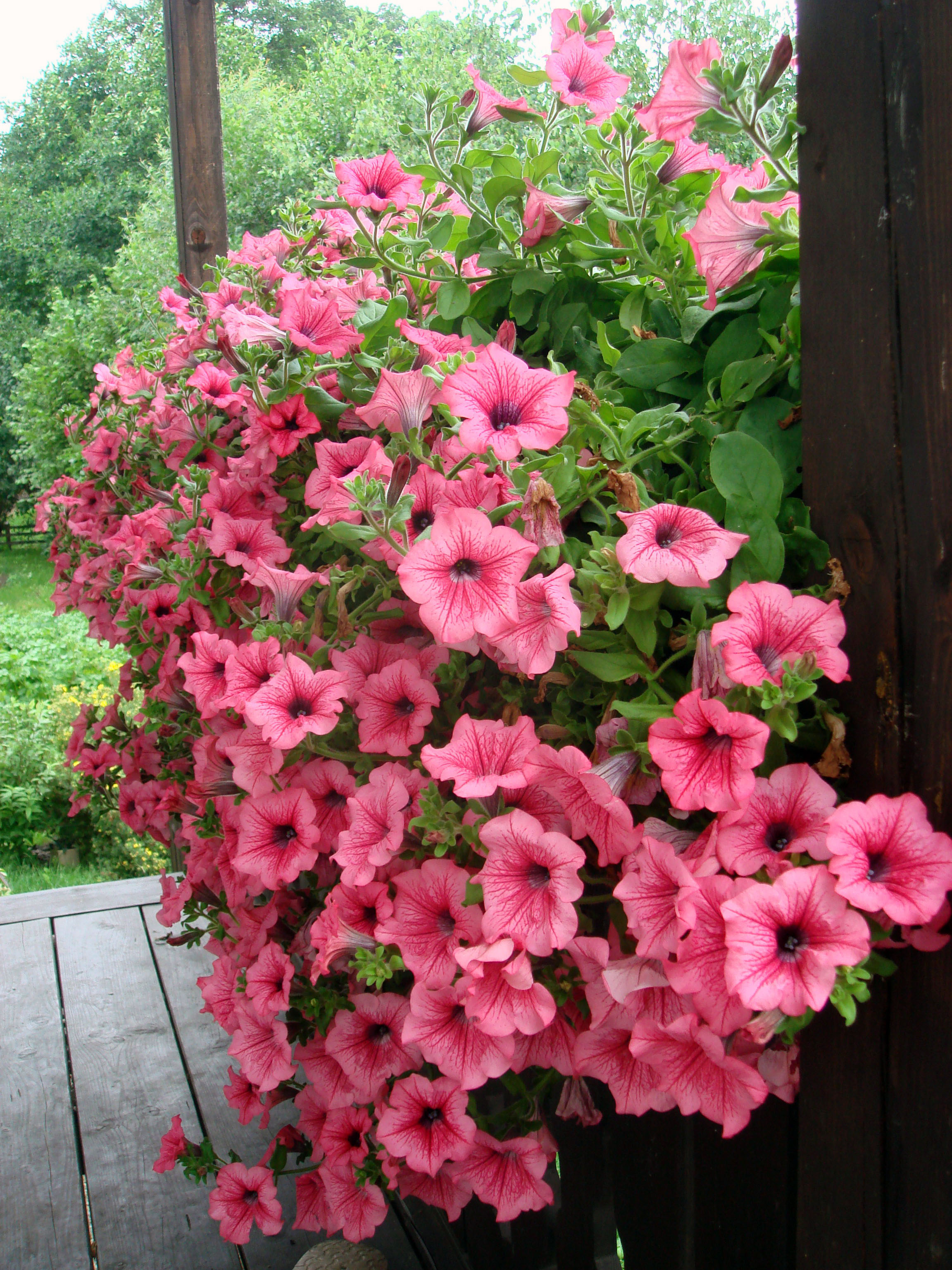
Петуния

Декорати́вные расте́ния — обширная группа травянистых и древесно-кустарниковых растений, применяемых для внутреннего и внешнего озеленения. Декоративные растения обыкновенно и большей частью выращиваются для оформления садов, парков, скверов и других участков городских и сельских территорий, предназначенных для отдыха, либо служебных, производственных и жилых помещений (в последнем случае они часто называются ещё и комнатными растениями). Деятельность по выращиванию декоративных растений называется декоративным садоводством.
Разновидностью декоративных растений являются аквариумные растения. Описанием моделирования экосистемы в замкнутых искусственных водоёмах, включая декоративные аквариумы, занимается аквариумистика.
Большинство декоративных растений выращивают ради их цветения (в садоводстве и цветоводстве их называют красивоцветущими), другие — ради листвы, в том числе её осенней окраски, либо хвои (декоративно-лиственные), или плодов (декоративно-плодные), реже — коры, как Клён зелёнокорый (Acer tegmentosum). Немаловажным в декоративном садоводстве является форма растения (габитус) и его размеры (например, крохотный бонсай или, напротив, могучий дуб). В некоторых случаях декоративными могут быть и другие примечательные особенности растения, как, например, присемянники Бересклета бородавчатого (Euonymus verrucosa) или колючки кактусов.
Созерцание декоративных растений, как правило, вызывает чувство красоты. В этом их главное предназначение. К тому же многие декоративные растения имеют практическое, повседневное назначение: заросли красивоцветущих видов боярышника используются в качестве живой изгороди; многие декоративно-лиственные лианы могут создать тень в беседке или скрыть неприглядные хозяйственные постройки. Части некоторых декоративных растений можно использовать в пищу (плоды яблони, тычинки крокуса осеннего — он же шафран, листья мяты и т. д.), а также как сырьё для лекарств (плоды шиповника) или косметики (лаванда).
Декоративные растения широко используются в озеленении населённых пунктов, ландшафтном и фитодизайне.
Как правило, декоративные растения требуют пристального внимания и заботы садовника или хозяйки жилища. Самшит, используемый для создания забавных фигур, без усердной постоянной стрижки принимает неприглядный, растрёпанный вид. Декоративные комнатные растения без должного ухода погибают.
| Роза 'Gloria Dei' | Барбарис Тунберга форма 'Atropurpurea' | Секвойя вечнозелёная бонсай | Сенполия |